# Another State of Mind (песня)
Another State of Mind (в переводе с англ. — «другое состояние разума») — песня американской панк-рок группы Social Distortion, являющаяся второй песней из их дебютного альбома 1983 года Mommy's Little Monster, а также выпущенная в том же году в качестве семидюймового сингла на лейбле 13th Floor Records. В качестве би-сайда была выбрана заглавная песня из альбома «Mommy’s Little Monster».
Песня была написана о первом северо-американском турне Social Distortion 1982 года, в которое они отправились вместе с группой Youth Brigade, и рассказывала о таких тяготах концертной жизни как, ежедневные переезды из города в город, конфронтация с публикой и полная неопределённость следующего дня, и о тоске по своей девушке, оставшейся дома.
В 1989 году лейбл Triple X Records переиздал сингл в количестве 500 копий за компанию с альбомом.
Песня входит в концертную программу группы, в таком качестве она запечатлена на альбоме Live at the Roxy, выпущенном в 1998 году. Также она является открывающим треком на компиляции 2007 года Greatest Hits.
Green Day записали довольно близкую к оригиналу кавер-версию песни, которая вошла в качестве бонус-трека для iTunes-версии их восьмого студийного альбома 21st Century Breakdown.

## Участники записи
- Майк Несс — вокал, гитара
- Деннис Дэннелл — ритм-гитара
- Брент Лайлс — бас-гитара
- Дерек О’Брайен — ударные, бэк-вокал